# Landtagswahlkreis Bretten
Der Wahlkreis Bretten (Wahlkreis 30) ist ein Landtagswahlkreis in Baden-Württemberg. Er umfasste bei der Landtagswahl 2021 die Gemeinden Bretten, Dettenheim, Eggenstein-Leopoldshafen, Gondelsheim, Graben-Neudorf, Kraichtal, Kürnbach, Linkenheim-Hochstetten, Oberderdingen, Stutensee, Sulzfeld, Walzbachtal sowie Weingarten und Zaisenhausen des Landkreises Karlsruhe.

## Wahl 2021
Die Landtagswahl 2021 hatte folgendes Ergebnis:
| Direktkandidat         | Partei       | Stimmen in % | Landtagswahl 2016 Stimmen in % |
| ---------------------- | ------------ | ------------ | ------------------------------ |
| Andrea Schwarz         | Grüne        | 32,0         | 27,5                           |
| Ansgar Mayr            | CDU          | 23,0         | 27,2                           |
| Andreas Laitenberger   | AfD          | 11,2         | 18,5                           |
| Stephan Walter         | SPD          | 10,8         | 12,1                           |
| Christian Jung         | FDP          | 11,4         | 8,3                            |
| Heinz-Peter Schwertges | Die Linke    | 2,8          | 2,2                            |
| Thorsten Gary          | dieBasis     | 1,2          | –                              |
| Sascha Oehme           | Die PARTEI   | 1,7          | 1,0                            |
| Bernd Barutta          | Freie Wähler | 3,5          | –                              |
| Jürgen Beck            | WiR2020      | 1,0          | –                              |
| Johanna Krischke       | KlimalisteBW | 1,3          | –                              |
| –                      | Sonstige     | –            | 4,2                            |

## Wahl 2016
Die Landtagswahl 2016 hatte folgendes Ergebnis:
| Direktkandidat      | Partei     | Stimmen in % | Landtagswahl 2011 Stimmen in % |
| ------------------- | ---------- | ------------ | ------------------------------ |
| Andrea Schwarz      | Grüne      | 27,5         | 21,5                           |
| Joachim Kößler      | CDU        | 27,2         | 40,4                           |
| Jörg Meuthen        | AfD        | 18,5         | –                              |
| Anton Schaaf        | SPD        | 12,1         | 24,1                           |
| Carolin Holzmüller  | FDP        | 08,3         | 05,3                           |
| Valeri Kalaschnikow | DIE LINKE  | 02,2         | 02,2                           |
| Lars Hannemann      | Die PARTEI | 01,0         | –                              |
| Uta Reißer          | ALFA       | 01,0         | –                              |
| Michael Schwiebert  | PIRATEN    | 00,9         | 02,7                           |
| Dirk Uehlein        | ödp        | 00,5         | 00,7                           |
| Karl Däschner       | NPD        | 00,4         | 01,1                           |
| Stefan Schramm      | REP        | 00,3         | 01,2                           |
| Oscar Fernbacher    | Rechte     | 00,1         | –                              |

## Wahl 2011
Die Landtagswahl 2011 hatte folgendes Ergebnis:
| Direktkandidat         | Partei    | Stimmen in % | Landtagswahl 2006 Stimmen in % | Landtagswahl 2001 Stimmen in % |
| ---------------------- | --------- | ------------ | ------------------------------ | ------------------------------ |
| Joachim Kößler         | CDU       | 40,4         | 43,6                           | 44,6                           |
| Wolfgang Wehowsky      | SPD       | 24,1         | 31,4                           | 35,8                           |
| Andrea Schwarz         | Grüne     | 21,5         | 07,9                           | 06,1                           |
| Otto Hertäg            | FDP       | 05,3         | 09,8                           | 08,1                           |
| Heinz Peter Schwertges | DIE LINKE | 02,2         | WASG: 3,2                      | –                              |
| Christoph Scheel       | AUF       | 00,9         | –                              | –                              |
| Rudolf Werle           | REP       | 01,2         | 01,9                           | 03,6                           |
| Daniel Prions          | NPD       | 01,1         | 00,9                           | 00,4                           |
| Oliver Görke           | ödp       | 00,7         | –                              | 00,5                           |
| Sven Krohlas           | PIRATEN   | 02,7         | –                              | –                              |
| –                      | Sonstige  | –            | 01,4                           | 00,9                           |

## Abgeordnete seit 1976
Bei den Landtagswahlen in Baden-Württemberg hatte bis 2021 jeder Wähler eine Stimme, mit der sowohl der Direktkandidat als auch die Gesamtzahl der Sitze einer Partei im Landtag ermittelt wurde. Dabei gibt es keine Landes- oder Bezirkslisten, stattdessen werden zur Herstellung des Verhältnisausgleichs unterlegenen Wahlkreisbewerbern Zweitmandate zugeteilt.
Den Wahlkreis Bretten vertraten seit 1976 folgende Abgeordnete im Landtag:
| Partei | Art des Mandats | Abgeordnete |
| ------ | --------------- | --- |
| CDU    | Erstmandat      | Helmut Wirth 1976, 1980, 1984 Franz Wieser 1988, 1992, 1996, 2001 Joachim Kößler 2006, 2011                                              |
| CDU    | Zweitmandat     | Joachim Kößler 2016 Ansgar Mayr 2021 |
| Grüne  | Erstmandat      | Andrea Schwarz 2016, 2021 |
| SPD    | Zweitmandat     | Peter Wintruff 1980, 1988, 1992, 1996, 2001 Ute Vogt 2006, Mandat niedergelegt zum 30. September 2009 Wolfgang Wehowsky 2009 nachgerückt |
| REP    | Zweitmandat     | Bernhard Amann 1993 nachgerückt 1 |
| FDP    | Zweitmandat     | Christian Jung 2021 |